# One Night with You (film 1948)
One Night with You è un film del 1948 diretto da Terence Young. È interpretato da Nino Martini, Patricia Roc, Irene Worth e Stanley Holloway.

## Trama
In una casa di produzione cinematografica si sta cercando il soggetto per un film con un noto cantante. Un giorno, durante le audizioni, entra in scena un vero tenore che racconta l'avventura che gli è capitata in treno con un giovane innamorato e la sua ragazza. Il cantante e la ragazza, avendo perso il treno e rimasti senza soldi, avevano vagato nella notte finendo in prigione: resta solo il problema del finale. Sembra che il tenore debba sacrificarsi nel film e nella realtà, ma quando la ragazza vede il film, pianta tutto e raggiunge il compagno di quella notte, del quale si era innamorata.

## Produzione
Gli esterni furono girati a Stresa e a Bergamo nell'estate del 1947, mentre gli interni a Londra nell'autunno dello stesso anno. Il film non venne mai distribuito in Italia, poiché la sceneggiatura, di Carlo Ludovico Bragaglia, era già stata utilizzata nel 1943 in Fuga a due voci, con Gino Bechi e Irasema Dilian, per la regia dello stesso Bragaglia.